# Donja Topličica
Donja Topličica – wieś w Chorwacji, w żupanii zagrzebskiej, w mieście Sveti Ivan Zelina. W 2011 roku liczyła 68 mieszkańców.